# Aïn Arnat
Ain Arnat là một đô thị thuộc tỉnh Sétif, Algérie. Dân số thời điểm năm 2002 là 30.129 người.